# Jeri Taylor
Jeri Taylor (Bloomington, 30 de junho de 1938 – 24 de outubro de 2024) foi uma roteirista e produtora de televisão americana, mais conhecida por suas contribuições a franquia Star Trek.

## Infância
Taylor nasceu em Bloomington, Indiana. Ela estudou na Universidade de Indiana, se formando em 1959 com um Bacharelado de Artes em inglês, mais tarde conseguindo um Mestrado na Universidade de Califórnia em Northridge.

## Carreira
Taylor foi uma produtora, editora de histórias e ocasional diretora na série médica Quincy, M.E.. Ela mais tarde foi trabalhar como produtora e roteirista em séries como Magnum, P.I., In the Heat of the Night, Blue Thunder e Jake and the Fat Man. Ela também co-escreveu o filme para televisão da CBS A Place to Call Home em 1987, também trabalhando como produtora supervisora.
Ela se juntou a equipe de produção de Star Trek: The Next Generation como produtora supervisora em 1990, mantendo essa posição por toda a quinta temporada do programa. Ela então foi promovida a co-produtora executiva na sexta temporada e depois a produtora executiva na sétima e última temporada, recebendo uma indicação ao Primetime Emmy Award de Melhor Série Dramática. Durante esse período ela também co-escreveu três episódios de Star Trek: Deep Space Nine. Além disso, ela também auxiliou a produção dos filmes Star Trek: First Contact e Star Trek: Insurrection, recebendo agradecimentos especiais dos produtores nos créditos finais.
Quando The Next Generation terminou em 1994, Taylor cocriou Star Trek: Voyager com Rick Berman e Michael Piller, trabalhando como produtora executiva nas quatro primeiras temporadas da série, também escrevendo alguns episódios. Ela saiu da série, e da franquia, em 1998, entregando seu cargo de produtora executiva para Brannon Braga. Mesmo assim, ela continuou como consultora criativa nos anos restantes do programa.
Durante seu período em Star Trek, Taylor escreveu três livros sobre a franquia que foram publicados pela Pocket Books. O primeiro, Unification, foi uma romantização dos episódios de mesmo nome de The Next Generation que ela escreveu ao mesmo tempo que escrevia o roteiro. Os outros dois se centravam em Voyager e aprofundavam os passados dos personagens principais.

## Vida pessoal
Taylor foi casada com o jornalista esportivo Dick Enberg de 1963 até 1973. Eles têm um filho, o ator Alexander Enberg. Em 1986, ela se casou com o produtor, diretor e roteirista David Moessinger em 1986. Ela atualmente vive no norte da Califórnia.

## Morte
Taylor morreu no dia 24 de outubro de 2024, aos 86 anos.

## Publicações
- Taylor, Jeri (1991). Unification. Pocket Books. ISBN 0-671-77056-X.
- Taylor, Jeri (1996). Mosaic. Pocket Books. ISBN 0-671-56311-4.
- Taylor, Jeri (1998). Pathways. Pocket Books. ISBN 0-671-00346-1.